# Calymperes linguatum
Calymperes linguatum är en bladmossart som beskrevs av C. Müller och Bescherelle 1896. Calymperes linguatum ingår i släktet Calymperes och familjen Calymperaceae. Inga underarter finns listade i Catalogue of Life.